# Buszkowo (powiat bydgoski)
Buszkowo (niem. Buschkowo, 1942–1945 Buschberg) – wieś w Polsce położona w województwie kujawsko-pomorskim, w powiecie bydgoskim, w gminie Koronowo, na trasie drogi krajowej nr 25 z Koronowa do Sępólna Krajeńskiego. Według danych Urzędu Gminy Koronowo (grudzień 2022 r.) miejscowość liczyła 418 mieszkańców.

## Historia i osobliwości
W 1939 roku Buszkowo było miejscem masowych egzekucji około 150 Polaków. We wsi znajduje się pozbawiony cech zabytkowych kościół oraz cmentarz. W latach 1975–1998 miejscowość należała administracyjnie do województwa bydgoskiego.
Zakręt w Buszkowie na drodze krajowej nr 25 cieszy się złą sławą. 2 lipca 1969 w Buszkowie uległ ciężkiemu wypadkowi samochodowemu (poślizg) aktor Bogumił Kobiela, wskutek czego zmarł 8 dni później. Ok. 200 metrów dalej, w okolicy przystanku autobusowego, wypadek miał także Krzysztof Krawczyk, który 28 czerwca 1988 zasnął podczas jazdy fiatem 125p z Kołobrzegu do Warszawy. Choć niektóre źródła podają, że wypadek mieli tam również Irena Santor i Waldemar Baszanowski, to w rzeczywistości wypadki te zdarzyły się w innych miejscach.

## Zabytki

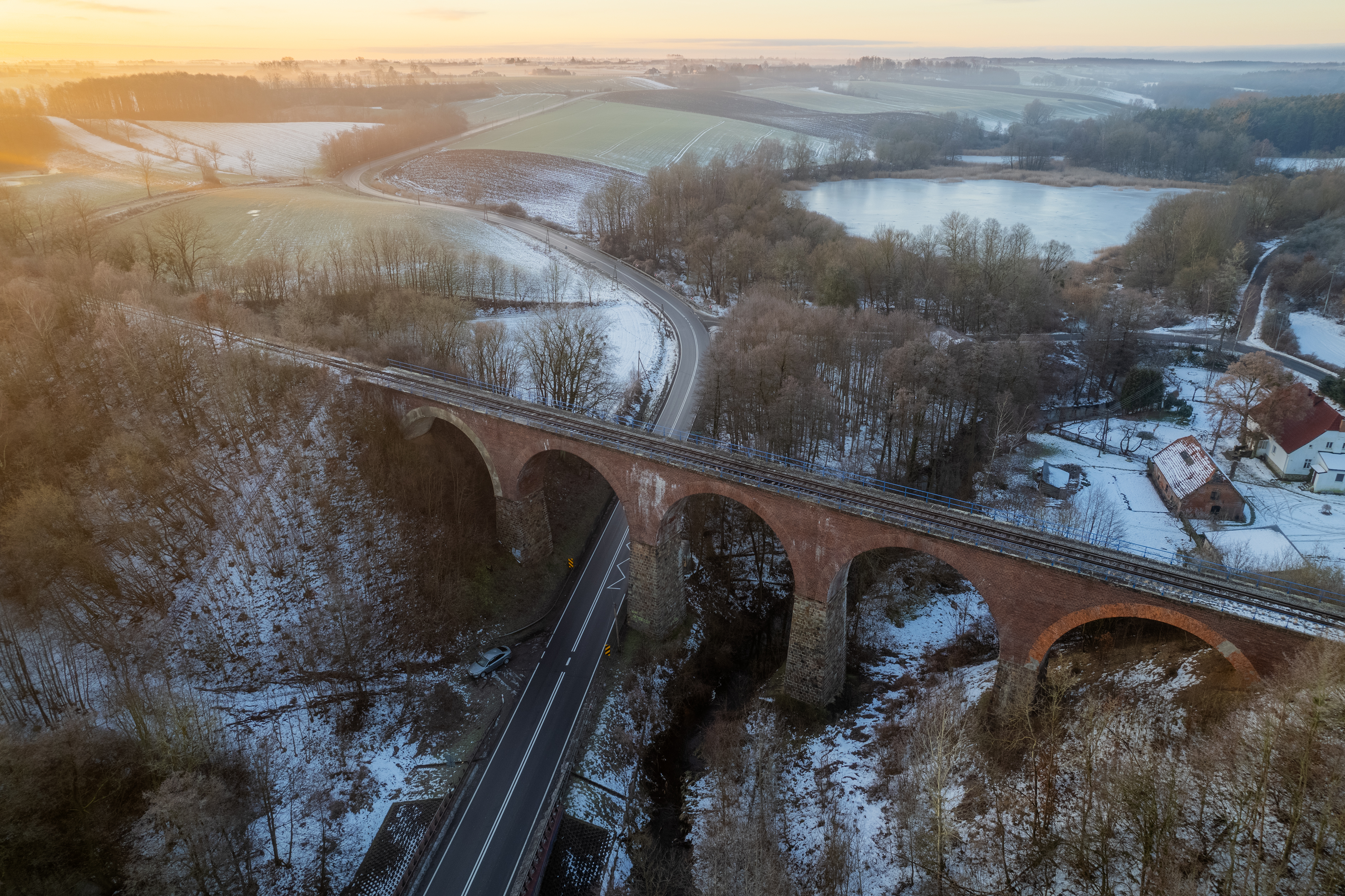
Zabytkowy most kolejowy

Według rejestru zabytków NID na listę zabytków wpisany jest most kolejowy nad rzeką Krówką, 1909, nr rej.: A/490/1 z 17.07.1997.
Wysoki ceglano-kamienny most kolejowy znajduje się na północ od wsi. Sklepiony, 5-przęsłowy obiekt posiada długość całkowitą 105 m, szerokość 6 m oraz wysokość (od główki szyny do poziomu wody) 25 m. Wysadzony przez Wojsko Polskie w 1939, odbudowany.

## Turystyka i rekreacja
Przez Buszkowo przebiega pieszy szlak zielony "Jezior Koronowskich": Wudzyn – prom Sokole-Kuźnica – Krówka – Łąsko Wielkie – Buszkowo-Byszewo – Koronowo – Samociążek – Stronno (77 km). W czerwcu każdego roku odbywa się Festyn Truskawkowo Nam, ponieważ Buszkowo słynie z produkcji owoców tego gatunku.

## Znane osoby
Z Buszkowa pochodził Aleksander Mendyk (1979-2008), polski muzyk, kompozytor, wokalista, autor tekstów i gitarzysta.